# E-Serie (Panzer)
Die E-Serie war eine im Jahr 1942 entwickelte Panzerserie, mit der die Wehrmacht versuchte, die bisherigen Panzertypen, vor allem Panzer III, IV, V „Panther“ und VI „Tiger“ zu ersetzen. Sie reichte vom 5-t-Waffenträger bis zum 140 t schweren E-100. Von dieser Serie wurde kein einziger Panzer in Serie produziert. Das „E“ steht dabei für Entwicklung.

## Entwicklung
Etwa 1942 begannen die Entwicklungen der E-Reihe, um die zu dieser Zeit vorhandenen Panzertypen III und IV und die größeren Panther und Tiger zu ersetzen und Baugruppen zu vereinheitlichen. Baugruppen sollten vereinfacht und auf mehrere Typen angewendet werden; eine Gleichteilestrategie sollte Kosten senken und die Wartungsfreundlichkeit erhöhen.

## Projekte (Auswahl)

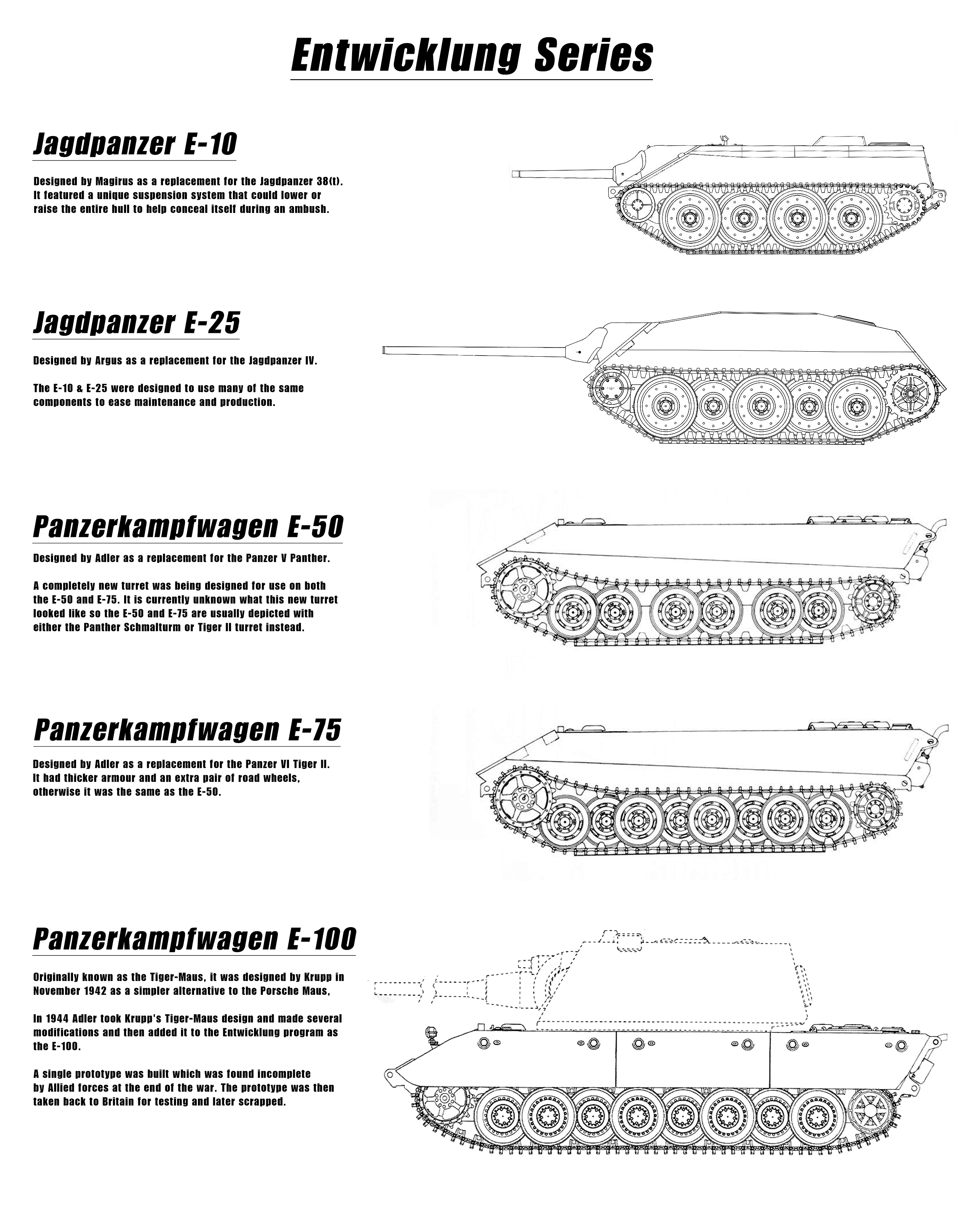
E-Serie im Überblick

### E-10
Gedacht als Ersatz für den Jagdpanzer 38, allerdings blieb dieser Jagdpanzer ein Projekt und es kam zu keinem Prototypenbau. Die geplante Bewaffnung war eine 7,5-cm-Pak 42 L/70. Da der E-10 mit einem leistungsfähigen 400-PS-Motor ausgerüstet werden sollte, der hohe Geschwindigkeiten ermöglichte, war der Suggestivname „Hetzer“ vorgesehen. Dieser Name wurde dann aber später aufgrund eines Missverständnisses für den Jagdpanzer 38(t) verwendet.

### E-25
Gedacht als Ersatz für den Panzer III und IV, obwohl der E-25 konzeptionell ein Jagdpanzer ist. Ein Prototypenbau blieb jedoch aus. Die Bewaffnung sollte der des E-10 entsprechen, zusätzlich war noch ein MG 42 in einem Drehturm geplant.

### E-50
Es war geplant, den etwa 50 Tonnen schweren Panzer (daher der Name E-50) mit der bekannten 8,8-cm-KwK 43 L/71 aus dem Königstiger auszurüsten. Ein neuer Drehturm mit einer 8,8-cm-KwK 43 war bei Krupp in Entwicklung. Bei Panzerung, Formgebung und Abmessungen orientierte man sich am Panther bzw. dessen zeitweilig geplanten Nachfolger Panther II. Des Weiteren hätte er sich vom E-75 nur durch die Dicke der verwendeten Panzerplatten unterschieden, mechanisch und antriebstechnisch wären beide Fahrzeuge (wie schon für Tiger II und Panther II geplant) identisch gewesen.

### E-75
Es war geplant, den etwa 75 t schweren Panzer (daher der Name E-75) etwas oberhalb des E-50 zu positionieren und mit der aus dem Jagdtiger bekannten 128-mm-Kanone (mit geändertem Rohr) auszurüsten. Der E-75 sollte die bisherigen Tiger-II-Panzer ersetzen. Die Abmessungen sollten bei schwererer Bewaffnung und Panzerung auf dem Niveau des E-50 liegen.
Genau wie im E-50 sollte der E-75 von einem 900 PS starken Motor vom Typ Maybach HL 234 angetrieben werden. Dieser war eine Weiterentwicklung des im Panther verwendeten HL 230, jedoch mit Benzineinspritzung. Mit diesem Triebwerk sollte eine Höchstgeschwindigkeit von etwa 40–45 km/h auf der Straße möglich sein.

### E-100
Der E-100 war ein reines Experimentalfahrzeug. In ihn flossen die Erfahrung der Fronttruppen, die neueste Technik und die aktuellen Forderungen des Heereswaffenamtes ein. Die E-Panzer waren also reine Reißbrettstudien der deutschen Wehrmacht. Lediglich die Entwicklung des E-100 wurde weiter vorangetrieben und 1943 folgte der Produktionsauftrag. Hitlers späteres Verbot zur Entwicklung überschwerer Panzer aufgrund von Ressourcenknappheit sorgte jedoch dafür, dass der Prototyp mit lediglich drei Arbeitern weitergefertigt wurde. Der Turm glich dem des Panzerkampfwagen VIII Maus, wurde jedoch nicht mehr hergestellt. Zu Testzwecken wurde der Motor des Panzerkampfwagen VI Tiger II eingebaut. Hergestellt werden sollte dieser Panzer von den Adlerwerken.
Der ursprünglich von der Fa. Adler entworfene E-100 wog um die 100 Tonnen. Der von Krupp für die Maus entwickelte Turm sollte auch auf dem E-100 zum Einsatz kommen und nunmehr eine 15,0-cm-KwK aufnehmen. Da der Entwurf von Adler allerdings nur eine 12,8-cm-Hochleistungs-KwK vorsah, musste unter anderem die Wanne verlängert werden, um den neuen Turm aufnehmen zu können. Durch den 50 Tonnen schweren Turm und die verlängerte Wanne stieg das Gesamtgewicht auf 140 Tonnen.